# Valea Pojarului, Gorj
Valea Pojarului este un sat în comuna Bustuchin din județul Gorj, Oltenia, România.

## Vezi și
- Biserica de lemn din Valea Pojarului

 Acest articol despre o localitate din județul Gorj este deocamdată un ciot. Puteți ajuta Wikipedia prin completarea lui.